# Холл, Скотт
Скотт О́ливер Холл (англ. Scott Oliver Hall; 20 октября 1958, Сент-Мэрис, Мэриленд — 14 марта 2022, Мариетта, Джорджия) — американский рестлер. Известен по своей работе в World Wrestling Federation (WWF, ныне WWE) под именем Ре́йзор Рамо́н (англ. Razor Ramon) и в World Championship Wrestling (WCW) под своим настоящим именем.
Холл начал свою карьеру в 1984 году, а после подписания контракта с WWF в мае 1992 года стал известным под именем Рейзор Рамон. За время работы в компании он четыре раза выигрывал титул интерконтинентального чемпиона WWF. Он покинул компанию в мае 1996 года и впоследствии перешёл в WCW, где стал одним из основателей группировки «Новый мировой порядок» (nWo) вместе с Халком Хоганом и Кевином Нэшем. В компании он стал двукратным чемпионом Соединённых Штатов WCW в тяжёлом весе, телевизионным чемпионом мира WCW и семикратным командным чемпионом мира WCW. Он покинул WCW в феврале 2000 года и вернулся в WWF (позже переименованную в WWE) на короткое время в 2002 году. Остаток своей карьеры он провёл, выступая за различные организации, такие как Extreme Championship Wrestling (ECW), New Japan Pro-Wrestling (NJPW) и Total Nonstop Action Wrestling (TNA), где он один раз был командным чемпионом мира TNA вместе с Кевином Нэшем и Эриком Янгом.
Хотя он никогда не выигрывал титул чемпиона мира в крупных промоушенах, Холл, тем не менее, является двукратным чемпионом мира, так как он владел титулом универсального чемпиона WWC в тяжелом весе и объединённого чемпиона мира в тяжелом весе USWA. В 2014 году он был введен в Зал славы WWE как одиночный рестлер, а в 2020 году — как член nWo.

## Ранняя жизнь
Скотт Оливер Холл родился 20 октября 1958 года в округе Сент-Мэрис, Мэриленд, в 112 км к югу от Вашингтона. Он рос в армейской среде и переезжал каждый год до пятнадцати лет. Он посещал среднюю школу в Мюнхене, ФРГ.

## Карьера в рестлинге

### National Wrestling Alliance (1984)
Холл начал свою карьеру в 1984 году в National Wrestling Alliance (NWA) во Флориде, где вскоре начал вражду с Дасти Роудсом. Он и Дэн Спайви тренировались вместе, когда пришло время дебютировать в качестве команды, Роудс отправил их работать на территорию Джима Крокетта в Шарлотте, Северная Каролина. Они дебютировали под названием «Американский звездолёт», Холл выступал под именем Звездолёт Койот, а Спайви под именем Звездолёт Орёл.
Они получили шанс сразиться с командными чемпионами Центральных Штатов NWA Марти Джаннетти и «Бульдогом» Бобом Брауном, но проиграли матч. Пребывание Дэна Спайви на территории Центральных Штатов было недолгим. Холл, тем временем, остался и получил солидный толчок в карьере.

### American Wrestling Association (1985—1989)
Холл присоединился к American Wrestling Association (AWA) в 1985 году, где он выступал под именами «Магнум» Скотт Холл и, позже, «Большой» Скотт Холл. Верн Ганье, владелец и промоутер AWA, хотел продвинуть Холла до тех же высот, что и Халка Хогана, после ухода последнего в World Wrestling Federation (WWF) Винса Макмэна. Ганье заставлял Холла использовать манеры и приёмы, похожие на Хогана. Холл также отправился в Японию, где провёл несколько матчей за New Japan Pro-Wrestling (NJPW) в период с 1987 по 1990 год.
Холл сформировал команду с более опытным Куртом Хеннигом, которому он позже приписывал заслуги в развитии его карьеры. После выступлений в командном дивизионе, Холл получил право на матчи за титул чемпиона мира AWA. Хотя Ганье хотел отдать пояс Холлу, Холл ненавидел холодную погоду в этом штате, назвал AWA «тонущим кораблем» и ушёл в NWA в 1989 году. AWA распалась в следующем году.

### World Championship Wrestling (1989)
Холл был приглашен Джимом Россом в World Championship Wrestling (WCW) (входил в состав NWA) в 1989 году в рамках инициативы NWA по развитию новых, молодых звёзд (например, Брайана Пиллмана и Сида Вишеса). Его дебют состоялся 3 июня в ролике, в котором Скотт «Аллигатор» Холл плавал и играл в волейбол на пляже, катался на лодках, рыбачил и пугал аллигаторов. Его дебют на ринге состоялся 16 июня на домашнем шоу в Кливленде, Огайо.
Его дебют на телевидении состоялся 9 июля в выпуске шоу World Championship Wrestling, где его победил Великий Мута. На выпуске WCW Pro от 9 июля он встретился с Терри Фанком и потерпел поражение. Затем он стал регулярно выступать в качестве джоббера, проиграв Великому Муте, Майку Ротунде, Сиду Вишесу, Рону Симмонсу и Бутчу Риду. Его последний матч состоялся 7 ноября, когда он потерпел поражение от Бутча Рида на домашнем шоу в Чикаго, Иллинойс.

### World Wrestling Federation (1987, 1990)
Спустя чуть более двух лет после того, как Холл получил пробный бой на домашнем шоу в августе 1987 года, он получил ещё один пробный бой на шоу WWF Wrestling Challenge в Форт-Майерсе, Флорида. Он был побежден Полом Ромой и не подписал контракт с компанией.

### Разные промоушены (1990—1991)
Вскоре после этого Холл присоединился к New Japan Pro-Wrestling, объединившись с Ларри Кэмероном и победив Хироси Хасе и Куниаки Кобаяси 2 марта 1990 года в Коракуэн в Токио, Япония. Он много раз выступал в компании, сталкиваясь с различными противниками, включая Бам Бама Бигелоу, Кодзи Китао, Норда Варвара и Синью Хасимото.
Скотт Холл, как Техас Скотт, выступал в Catch Wrestling Association (CWA) на шоу Catch Cup '90 22 декабря 1990 года в Бремене, Германия, перед 6 000 болельщиков. В финале турнира Холл потерпел поражение от Соул Тейкера. На этом крупном шоу состоялся матч с карьерой на кону Отто Ванца, а также выступили Терри Фанк, Булл Пауэр (Биг Ван Вейдер), Крис Бенуа, Дэвид Тейлор, Фит Финли и Акира Ногами.
С 1990 по 1991 год Холл выступал в пуэрто-риканском промоушене World Wrestling Council (WWC). 3 марта он победил Мигеля Переса-младшего и завоевал титул карибского чемпиона WWC в тяжёлом весе. 20 апреля он проиграл его Супер Медику III.

### Возвращение в WCW (1991—1992)
29 апреля 1991 года в Атланте, Джорджия, на записи World Championship Wrestling, Холл официально вернулся в WCW и получил имя Даймонд Стадд, образ был схож с Риком Рудом (оба были самоуверенными, тщеславными и приглашали на ринг привлекательных женщин из зала). Его менеджером стал Даймонд Даллас Пейдж, а первое выступление состоялось 19 мая на SuperBrawl 1. В своем дебютном матче он победил Томми Рича на эпизоде Clash of the Champions XV. Он победил Тома Зенка на шоу The Great American Bash. На шоу Clash of the Champions XVI: Fall Brawl 2 сентября Даймонд Стадд проиграл Рону Симмонсу. На Halloween Havoc 1991 года команда в составе Стадда, Абдуллы Мясника, Кактуса Джека и Биг Ван Вейдера проиграла Стингу, Эль Гиганте и братьям Штайнерам в матче Chamber of Horrors. На эпизоде Clash of the Champions XVII от 19 ноября Стадд проиграл Зенку в матче-реванше с The Great American Bash.
После того, как травма вывела его из строя на Starrcade в декабре 1991 года, Холл начал 1992 год, создав кратковременные команды с Винни Вегасом и Скотти Фламинго, а также с членами «Опасного альянса» Пола И. Дэйнджеросли. Холл начал вражду с Дастином Роудсом в апреле 1992 года, когда он вмешался в два телевизионных матча Роудса с Бобби Итоном. Рассматривалась идея добавить его в «Опасный альянс», но она провалилась, и Холл покинул WCW вскоре после последнего телематча против Рона Кэмпбелла 8 мая.

### Возвращение в WWF

#### Дебют и различные противостояния (1992—1993)

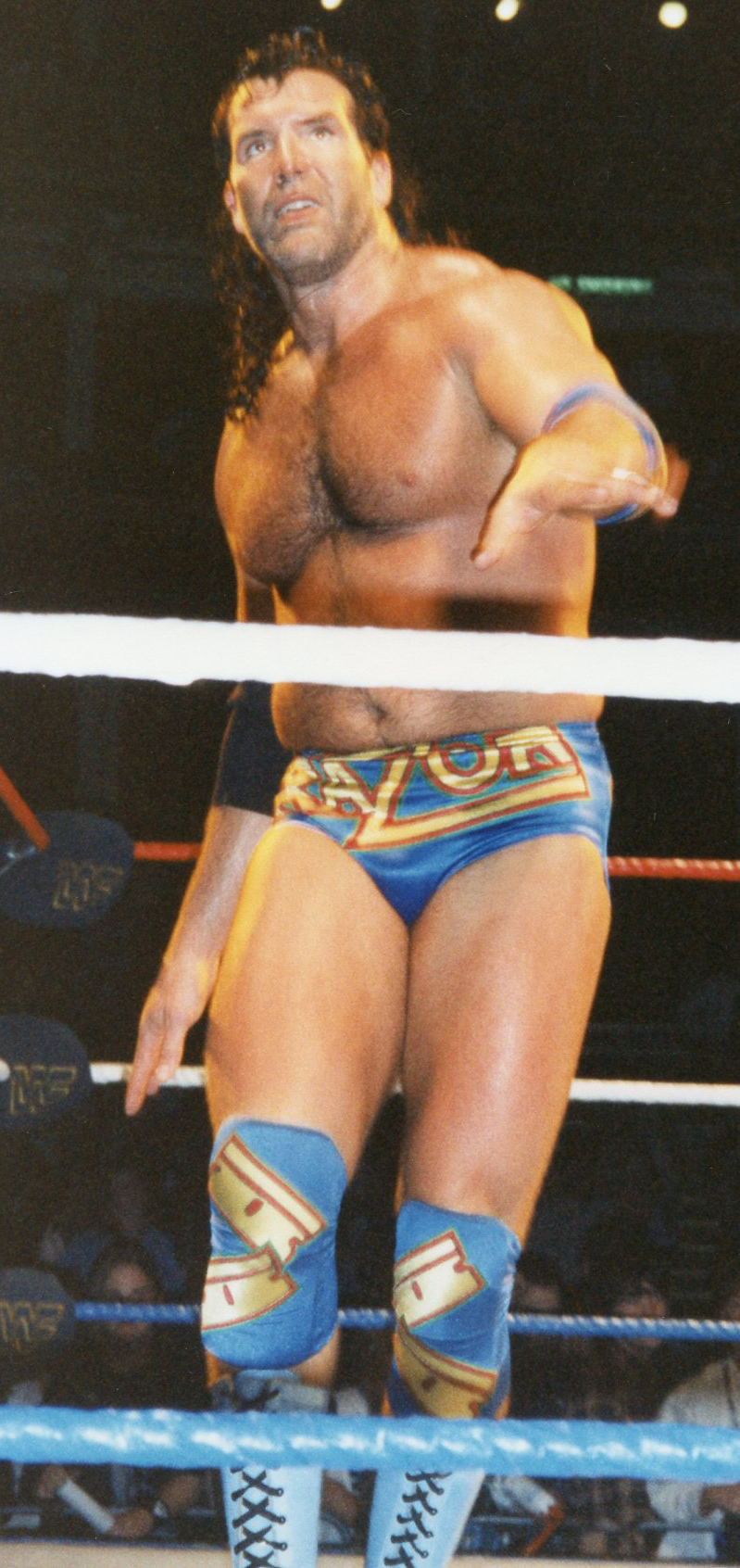
Холл в роли Рейзора Рамона, 1995 год

Холл присоединился к World Wrestling Federation (WWF) в том же месяце в роли Рейзора Рамона, сомнительного и стильного кубино-американского задиры из Майами. Персонаж был создан по образцу героев Тони Монтаны и Мэнни Риберы из фильма 1983 года «Лицо со шрамом». Прозвище Рамона («Плохой парень») и коронная фраза («Поздоровайся с Плохим парнем») взяты из цитаты Монтаны: «Поздоровайся с моим маленьким другом» и «Пожелай спокойной ночи плохому парню». Он впервые появился в тёмном матче на шоу Wrestling Challenge против Криса Хана 18 мая 1992 года. Позже в своей карьере Холл утверждал, что подал идею персонажа, похожего на героя «Лицо со шрамом», во время встречи с Винсом Макмэном и Паттерсоном в шутку. Холл цитировал фразы из фильма с кубинским акцентом и давал идеи для роликов, воссоздающих некоторые сцены фильма, например, езду по Южной Флориде в кабриолете с салоном из леопардовой шкуры. Хотя идеи были взяты прямо из фильма, Холл утверждал, что Макмэн и Паттерсон были потрясены и назвали его «гением». Позже Холл узнал, что Макмэн и Паттерсон не видели и не слышали о фильме и считали, что Холл сам придумал эти идеи. Паттерсон и Макмэн придумали имя «Рейзор» (в переводе с англ. — «бритва»), но согласились с предложением Холла, что это должно быть прозвище, и что у персонажа должно быть подходящее имя. Позже Холл попросил Тито Сантану подобрать ему латиноамериканское имя, начинающееся на «Р». Сантана предложил «Рамон», Холл предложил его Макмэну, и имя прижилось. Логотип и костюм Рейзора Рамона были разработаны Томом Флемингом.
После нескольких недель вступительных роликов Рейзор Рамон дебютировал на ринге в эпизоде Superstars от 8 августа 1992 года, победив местного рестлера Пола Ван Дейла своим финишным приемом «Край лезвия» (в WCW он назывался «Алмазный смертельный бросок»). В начале карьеры Рамон носил на ринге большие ожерелья из золотых цепей. Вручая их обслуживающему персоналу у ринга, он угрожал: «Если что-то случится с этим, что-то случится с тобой», а затем бросал зубочистку в обслуживающий персонал.
Первое крупное выступление Рамона случилось 14 сентября в эпизоде Prime Time Wrestling, когда он вмешался в матч за звание чемпиона WWF между чемпионом Рэнди Сэвиджем и Риком Флэром, атаковав Сэвиджа и позволив Флэру завоевать титул. В результате между Рамоном и Сэвиджем началась вражда, в которую позже был вовлечен Последний воин, который спас Сэвиджа от послематчевого избиения Рамонов. На Survivor Series Рамон и Флэр должны были встретиться с «Последними маньяками» (Сэвидж и Воин). Однако перед этим событием Воин был уволен из WWF и заменен «исполнительным консультантом» Флэра, Мистером Совершенство. Рамон и Флэр проиграли Сэвиджу и Мистеру Совершенство по дисквалификации за то, что те постоянно выходили на ринг вдвоём.
Чемпион WWF Брет Харт должен был защищать свой титул против Последнего воина на Royal Rumble, но Рейзор Рамон заменил Воина после ухода последнего из компании. Во время вражды Рамон словесно выражал неуважение к Харту и рестлинг-семье Хартов. Рамон проиграл Харту на Royal Rumbl. Рамон дебютировал на WrestleMania на WrestleMania IX, победив бывшего чемпиона WWF Боба Бэклунда с помощью сворачивания. Интересно, что после матча было отчетливо слышно, как болельщики поддерживали Рамона, несмотря на то, что он был хилом.
В эпизоде Monday Night Raw от 17 мая он потерпел обидное поражение от «Кида» (который впоследствии стал известен как «1-2-3 Кид»), положив начало вражде между ними. Она перешла в турнир «Король ринга» и вызвала медленное превращение Рамон в любимца фанатов, поскольку он стал уважать 1-2-3 Кида и получать поддержку толпы. Тед Дибиаси, однако, не проявил уважения к Рамону, высмеивая его за проигрыш такому мелкому рестлеру. Рамон помог 1-2-3 Киду победить Дибиаси, закрепив себя в роли фейса. Вражда достигла кульминации на SummerSlam, где Рамон победил Дибиаси в последнем матче Дибиаси в WWF.

#### Интерконтинентальный чемпион (1993—1996)

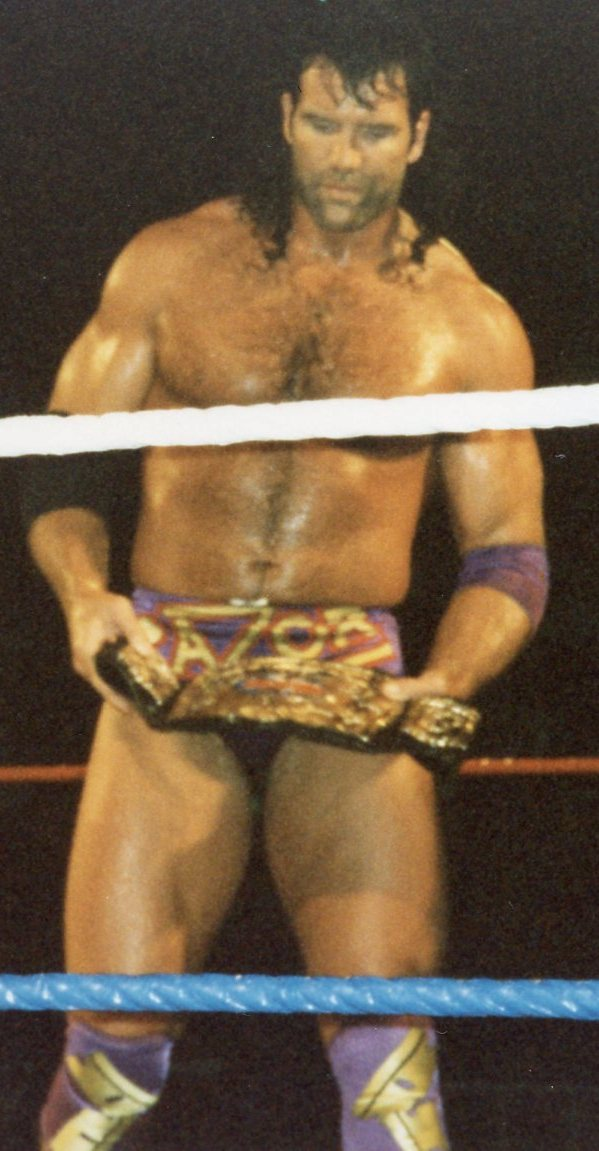
Рамон держит титул командного чемпиона из мероприятий WWF

В эпизоде Monday Night Raw от 4 октября 1993 года был проведен баттл-роял 20 человек; последние два участника встретятся друг с другом на следующей неделе за вакантный титул интерконтинентального чемпиона WWF. Этими последними двумя участниками стали Рамон и Рик Мартел. На следующей неделе на Raw Рамон победил Мартела после «Края лезвия» и выиграл интерконтинентальное чемпионство.
Рамон начал вражду с Шоном Майклзом по поводу того, кто из них больше претендует на титул интерконтинентального чемпиона WWF. За несколько месяцев до этого Майклз был лишен титула за «бездействие» (на самом деле он был отстранен от выступлений). Он вернулся на телевидение со своей собственной версией пояса, утверждая, что он все ещё чемпион, поскольку не был побежден. Этот вопрос был решен, когда Рамон победил Майклза в матче с лестницами на WrestleMania X, став бесспорным интерконтинентальным чемпионом, забрав оба пояса. Этот матч был высоко оценен критиками, и читатели Pro Wrestling Illustrated признали его матчем 1994 год года, а также он стал первым матчем WWF, получившим пятизвездочный рейтинг от спортивного журналиста Дэйва Мельтцера в его журнале Wrestling Observer Newsletter. На сайте WWE.com этот матч занимает 5 место в списке 24 лучших матчей в истории WrestleMania.
Рамон продолжал враждовать с Майклзом и его телохранителем Дизелем. В эпизоде Superstars от 30 апреля он проиграл титул интерконтинентального чемпиона WWF Дизелю после вмешательства Майклза. На SummerSlam Рамон (с Уолтером Пэйтоном) победил Дизеля и во второй раз стал интерконтинентальным чемпионом, после того как Шон Майклз случайно провёл Дизелю Sweet Chin Music.
На Survivor Series он возглавил команду под названием «Плохие парни», состоящую из него самого, 1-2-3 Кид, Дейви Бой Смита и «Хэдшринкеров» (Фату и Сионе). Им противостояла команда «Тимстеры» (Шон Майклз, Дизель, Оуэн Харт, Джим Нейдхарт и Джефф Джарретт). Рамон оказался единственным победителем в этом матче. Это положило начало вражде с Джеффом Джарреттом, которая продолжалась весь следующий год. На Royal Rumble 1995 года Рамон проиграл титул интерконтинентального чемпиона WWF Джарретту в спорной ситуации; Джарретт первоначально выиграл матч по отсчёту, но потребовал перезапустить матч, чтобы выиграть титул. Так и случилось, и Джарретт удержал Рэйзора сворачиванием. Рамон встретился с Джарреттом в матче-реванше за интерконтинентальный титул на WrestleMania XI и победил по дисквалификации, когда вмешался помощник Джарретта Роуди. Джарретт сохранил титул, так как титул не может переходить из рук в руки по отсчету или дисквалификации. Рамон победил Джарретта и Роуди на In Your House 1 в матче с гандикапом.
Рамон победил Джарретта в матче с лестницами на домашнем шоу 19 мая 1995 года и выиграл свой третий титул интерконтинентального чемпиона WWF. Рейзор Рамон стал первым человеком, который трижды завоевывал титул интерконтинентального чемпиона. 22 мая он вновь уступил титул Джарретту. 9 июня Рамон получил травму ребра во время матча-реванша с Джарреттом. Примерно в это время он сформировал команду с Савио Вегой, и Вега заменил Рамона, победив Ирвина Р. Шистера в матче на бесплатной трансляции перед шоу King of the Ring. Рамон руководил Вегой на протяжении всего турнира. В финальном матче он проиграл Мэйблу. Рамон и Вега проиграли «Людям на задании» (Мэйбл и Мо) на шоу In Your House 2: The Lumberjacks и проиграли матч за звание командных чемпионов WWF Оуэну Харту и Ёкодзуне на эпизоде Raw 7 августа.
На SummerSlam Рамон провел матч за титул интерконтинентального чемпиона WWF (реванш с WrestleMania X) против нового чемпиона Шона Майклза, но проиграл. Затем он начал вражду с Дином Дагласом. Рамон победил Дугласа на In Your House 4 и выиграл интерконтинентальное чемпионство, после того как Майклз только что уступил титул Дагласу. Эта победа сделала его первым четырёхкратным интерконтинентальным чемпионом в истории WWF.
В начале 1996 года Рамон враждовал с новичком Голдастом, что привело к матчу за титул интерконтинентального чемпиона на Royal Rumble. Рамон проиграл титул Голдасту после того, как бывший партнер Рамона 1-2-3 Кид напал на него. Первоначально планировалось, что Рамон встретится с Голдастом в матче-реванше за титул на WrestleMania XII в уличной драке в Майами, но Холл был отстранен WWF на шесть недель из-за употребления наркотиков. Он вернулся на телевидение WWF на апрельском шоу In Your House 7, где проиграл Вейдеру.
Он стал ассоциироваться с закулисной группой, известной как «Клика» (в которую также входили Кевин Нэш (Дизель), Пол Левек (Хантер Херст Хелмсли), Шон Майклз и Шон Уолтман (1-2-3 Кид)). Холл был вовлечен в инцидент, получивший название «Занавес» на шоу в «Мэдисон-сквер-гарден». Поскольку Холл и его товарищ по «Клике» Кевин Нэш уходили в WCW, они (вместе с Майклзом и Левеском) нарушили кейфеб, празднуя и обнимаясь на ринге вместе, хотя персонажи, которых они изображали, должны были быть врагами. По словам Холла, он перешёл в WCW не из-за денег, а потому что там ему предлагали выходные дни.

### Второе возвращение в WCW

#### Новый мировой порядок (1996—1998)
Первое появление Холла на телешоу WCW после ухода из WWF было необъявленным появлением 27 мая 1996 года, он вышел из толпы в уличной одежде и заявил, что является «аутсайдером». 10 июня к нему присоединился Кевин Нэш. Они заявили, что предпринимают враждебное поглощение WCW, а затем бросили интервьюера Эрика Бишоффа через комментаторский стол. Этот сюжет отражал реальную конкуренцию между WCW и WWF. На Bash at the Beach Нэш и Холл (теперь известные как «Аутсайдеры») вызвали Стинга, Лекса Люгера и Рэнди Сэвиджа на матч шести человек, заявив, что у них есть таинственный партнер. Этим партнером оказался Халк Хоган, и все трое образовали «Новый мировой порядок» (nWo). Группировка ворвалась в WCW, набрав таких звезд, как Сиккс и Гигант.

«Аутсайдеры» завершили 1996 год победой над Стингом и Лексом Люгером на Hog Wild и победой в матче WarGames на Fall Brawl. Они победили «Гарлем Хит» на Halloween Havoc и завоевали свой первый титул командных чемпионов мира WCW. Они успешно защитили титул против «Гадких парней» и «Лиц страха» в трехстороннем матче на World War 3, а затем снова победили «Лица страха» на Starrcade. Они проиграли титул «Братьями Штайнер» на Souled Out, но через два дня Эрик Бишофф вернул титул из-за того, что рефери не был официальным судьей матча. С 24 февраля 1997 года по 13 октября 1997 года «Аутсайдеры» удерживали титул командных чемпионов мира, часто сталкиваясь с «Братьями Штайнер», Лексом Люгером и Гигантом, а также сочетаниям «Четырех всадников». В мае 1997 года Холл и Нэш вместе с Масахиро Тёно победили братьев Штайнер и Кэйдзи Муто на шоу New Japan Pro-Wrestling (NJPW) Strong Style Evolution в «Осака Доум».

### Extreme Championship Wrestling; New Japan Pro-Wrestling (2000—2001)
После ухода из WCW в начале 2000 года Холл был неактивен в течение нескольких месяцев. 10 ноября 2000 года он неожиданно появился на домашнем шоу Extreme Championship Wrestling в Скенектади, Нью-Йорк, в команде с Джерри Линном победив Джастина Кредибла и Райно. На следующий день в Покипси, Нью-Йорк, Холл победил Джастина Кредибла, а затем проиграл Сэлу И. Грациано.
В марте 2001 года Холл вернулся в New Japan Pro-Wrestling, где присоединился к группировке Team 2000. Во время своего пребывания в NJPW Холл в основном выступал в команде с Хироёси Тэндзаном, Сатоси Кодзимой, Скоттом Нортоном и другими членами группировки в серии командных матчей. Холл выступал в NJPW до сентября 2001 года, а его последним поединком стал титульный матч против чемпиона чемпиона Тройной короны в тяжёлом весе Кэйдзи Муто.

### Второе возвращение в WWF/E (2002)
В эпизоде SmackDown! от 24 января 2002 года совладелец WWF Винс Макмэн заявил, что его компания больна «раком», и что он введет в WWF «смертельную дозу яда», чтобы ему больше не пришлось делить право собственности на WWF с Риком Флэром. Затем он объявил, что «яд» — это nWo, которые помогут Макмэну разрушить его собственную компанию, прежде чем её сможет разрушить кто-то другой. Через шесть лет после ухода из промоушена Холл вернулся в WWF 17 февраля на шоу No Way Out и воссоединился с Кевином Нэшем и Голливудом Хоганом в оригинальном составе nWo. Позже, на эпизоде Raw от 25 февраля, nWo напали на Стива Остина, Холл разрушил шлакоблок на ноге Остина. В эпизоде Raw от 4 марта Холл провел свой первый матч WWF с мая 1996 года, победив Спайка Дадли.
На WrestleMania X8 Холл проиграл Остину, что стало его первым поражением на WrestleMania. Позже, после того, как Голливуд Хоган проиграл Скале, Хоган в знак уважения пожал тому руку, тем самым отвернувшись от nWo. Затем Холл и Нэш попытались напасть на Хогана и Рока, но были быстро избиты дуэтом. Холл и Нэш позже завербовали Икс-пака в nWo на следующем эпизоде SmackDown!. В эпизоде Raw от 25 марта Холл был призван на бренд Raw вместе с остальными членами nWo в результате драфта WWF. Холл встретился с Брэдшоу в матче на Backlash, который он выиграл с помощью Икс-пака. На следующий вечер на Raw Холл и Икс-пак сразились с Остином и Биг Шоу. В конце матча Биг Шоу присоединился к nWo.
5 мая во время перелета из Англии (после тура, предшествовавшего шоу Insurrextion) в США, получившего название «Адский полёт», Холл сильно опьянел. Таралин Каппеллано и Хайди Дойл, которые выполняли обязанности стюардесс во время полета, обвинили Холла и нескольких других рестлеров в сексуально неподобающем поведении во время поездки. В случае с Холлом, его обвинили в том, что он облизывал лицо Дойл и делал сексуальные намёки двум женщинам. В конечном итоге дело было урегулировано во внесудебном порядке. Инцидент вновь вызвал интерес в сентябре 2021 года после того, как он был показан в документальном сериале «Обратная сторона ринга». Последнее выступление Холла в компании состоялось на следующий вечер на шоу Raw, когда он вместе с Биг Шоу и Икс-паком участвовал в матче против Остина, Брэдшоу и Рика Флэра, который закончился безрезультатно. На следующий день он был уволен из промоушена в связи с продолжающимися проблемами, вызванными злоупотреблением алкоголем.

### Total Nonstop Action Wrestling (2002—2005, 2007—2008)
В 2002 году Холл недолго работал в Total Nonstop Action Wrestling (TNA), участвуя в их первом PPV. На PPV 31 июля Холл проиграл Джеффу Джарретту в матче с носилками. 25 сентября на PPV Холл и Сиккс-пак победили Эликса Скиппера и Брайана Лоулера. 23 октября Холл победил Джеффа Джарретта. 30 октября на Холл получил шанс стать чемпионом мира NWA в тяжелом весе, но проиграл Рону Киллингсу. После матча с Киллингсом Холл покинул NWA-TNA.
В конце 2004 года Холл вернулся в TNA вместе с Кевином Нэшем, когда TNA готовилась к своему первому ежемесячному PPV, Victory Road. Холл присоединился к Нэшу и Джеффу Джарретту в группировке «Короли рестлинга». В эпизоде Impact от 26 ноября Холл победил Эй Джей Стайлза. На Turning Point «Короли рестлинга» проиграли Рэнди Сэвиджу, Джеффу Харди и Эй Джей Стайлзу. В эпизоде Impact от 24 декабря Холл прервал сегмент «Яма Пайпера» и столкнулся с Гектором Гарзой, что привело к матчу, который состоялся через неделю на эпизоде Impact от 31 декабря, где Холл победил. Холл проиграл Джеффу Харди на Final Resolution 16 января 2005 года. После этого он взял перерыв.
В эпизоде Impact! от 1 ноября 2007 года Кевин Нэш «предсказал», что Холл будет таинственным партнером Стинга на Genesis. На следующей неделе Холл совершил свое возвращение, отвергнув романтические ухаживания жены Курта Энгла, Карен, а затем подрался с Энглом в его гримерке. Он заявил, что приехал в TNA только для того, чтобы противостоять Нэшу. Холл спросил Нэша, почему он не помог ему в его трудном прошлом, и Нэш ответил, что это было результатом его собственных безостановочных вечеринок и риска потерять семью. Тогда Холл заявил, что все прощёно, и они обнялись на ринге. Он также рассказал, что не был таинственным партнером Стинга. В эпизоде Impact! от 15 ноября воссоединившиеся «Аутсайдеры» и Самоа Джо начали вражду с «Союзом Энгла». В эпизоде Impact! от 29 ноября Холл и Нэш вышли на сцену и похлопали Самоа Джо после его матча. Они должны были выступить вместе на шоу Turning Point, но Холл не явился на шоу. На Turning Point 2008 года Холл и группа Insane Clown Posse (ICP) были замечены в зрительном зале. Позже выяснилось, что это было сделано по сценарию, так как TNA попросила ICP посетить мероприятие, но не знала, что Холл будет их гостем.

## Личная жизнь
Холл женился на Дане Ли Бурджо в 1990 году. Они развелись в 1998 году из-за употребления Холлом наркотиков. Они снова вступили в брак в 1999 году и вновь развелись в 2001 году. У него есть сын — Коди (род. 1991) — рестлер, и дочь — Кэссиди Ли (род. 27 марта 1995).

### Здоровье
Проблемы Холла с наркотиками и алкоголем стали достоянием общественности в конце 1990-х годов и были включены в противоречивую сюжетную линию WCW. Во время развития сюжета Холл был арестован за то, что в состоянии алкогольного опьянения в ночном клубе в Орландо, Флорида, поцарапал ключом окрашенную поверхность лимузина, причинив ущерб в размере 2000 долларов.
После ухода из TNA в 2010 году Холл прошёл курс реабилитации, оплаченный WWE. Холл выписался из реабилитационного центра в начале октября 2010 года. Через несколько недель после реабилитации Холлу имплантировали в грудь дефибриллятор и кардиостимулятор. В 2010 году его дважды госпитализировали из-за двусторонней пневмонии. В это время у Холла начались припадки, и вскоре у него диагностировали эпилепсию, в результате чего ему пришлось ежедневно принимать одиннадцать различных лекарств для лечения проблем с сердцем и судорог. По сообщениям, 6 апреля 2011 года Холл был доставлен в больницу из-за судорог. Представитель Холла, Джина Анак, сказала, что Холл был в больнице в ту ночь для лечения крайне низкого кровяного давления, и что Холл регулярно посещает своего врача, пока восстанавливается после двойной пневмонии, для анализа крови и обследования. Три дня спустя TMZ сообщил, что Холл был доставлен в больницу, где его лечили от сердечных проблем, и он оставался в больнице в течение трех дней. Согласно медицинским отчетам, Холл проходил лечение после передозировки опиоидов и бензодиазепинов.
Давний друг Холла Кевин Нэш утверждал, что злоупотребление Холла наркотиками является следствием посттравматического стрессового расстройства. В октябре 2011 года на канале ESPN был показан документальный фильм E:60, в котором подробно рассказывалось о наркотиках и алкоголе в жизни Холла. В фильм вошли интервью с несколькими членами семьи Холла (включая его бывшую жену и сына Коди), а также с несколькими видными деятелями и близкими друзьями из индустрии рестлинга (включая Хогана, Нэша, Уолтмана, Бишоффа и Стефани Макмэн). В начале 2013 года бывший рестлер Даймонд Даллас Пейдж пригласил Холла в свой дом, чтобы тот оставался трезвым и «восстанавливал свою жизнь с нуля… физически, умственно, профессионально и духовно». Пейдж также инициировал кампанию по сбору средств для Холла, которые были использованы на оплату операции по замене тазобедренного сустава и стоматологическую работу.

### Проблемы с законом
В 1983 году Холл был обвинен в убийстве второй степени после того, как во время ссоры у ночного клуба в Орландо, Флорида, застрелил человека из его же пистолета (после того, как вырвал его у него). По словам Холла, это было сделано в целях самообороны. Обвинения были сняты из-за отсутствия доказательств. В интервью ESPN в 2011 году Холл сказал, что не может забыть этот случай.
В 1998 году Холл был арестован за то, что трогал 56-летнюю женщину возле отеля в Батон-Руж, Луизиана.
10 октября 2008 года Холл был арестован во время прожарки Железного Шейха, проходившего в отеле Crowne Plaza в Нью-Джерси. Комик Джимми Грэм пошутил: «После того, как Шейха и Джима Даггана поймали за нюханием кокаина на парковке, их карьера полетела вниз быстрее, чем Оуэн Харт». Разъяренный Холл набросился на Грэма и сбил подиум, затем выхватил у него микрофон и закричал, что шутка неуважительна по отношению к Харту. Грэм описал этот инцидент на своей странице MySpace, утверждая, что Холл был пьян во время нападения.
Холл был арестован 14 мая 2010 года и обвинен в нарушении общественного порядка и сопротивлении офицеру полиции. Полицию вызвали в бар Hitching Post в Чулуоте, Флорида, после того, как Холл (который, согласно полицейскому отчету, был сильно пьян) стал вести себя агрессивно. В своём заявлении в полиции Холл описал себя как безработного рестлера, несмотря на то, что у него была работа в TNA Wrestling (которая уволила его месяц спустя).
6 апреля 2012 года Холл был арестован в Чулуоте, Флорида. Позднее стало известно, что арест был произведен за бытовую ссору с участием его подруги Лизы Хауэлл. Холл якобы душил Хауэлл, будучи пьяным. Холл отрицал обвинения в удушении. Прокурор снял обвинения, сославшись на недостаточность улик.

## Смерть
В марте 2022 года Холл был госпитализирован после падения с переломом бедра. После того, как Холлу была сделана операция по замене тазобедренного сустава, оторвался тромб, в результате чего 12 марта он перенес три сердечных приступа, после чего был переведен на систему жизнеобеспечения в больнице Wellstar Kennestone Hospital в Мариетте, Джорджия. Он был отключен от системы жизнеобеспечения и скончался 14 марта .

## Титулы и достижения
- American Wrestling Association

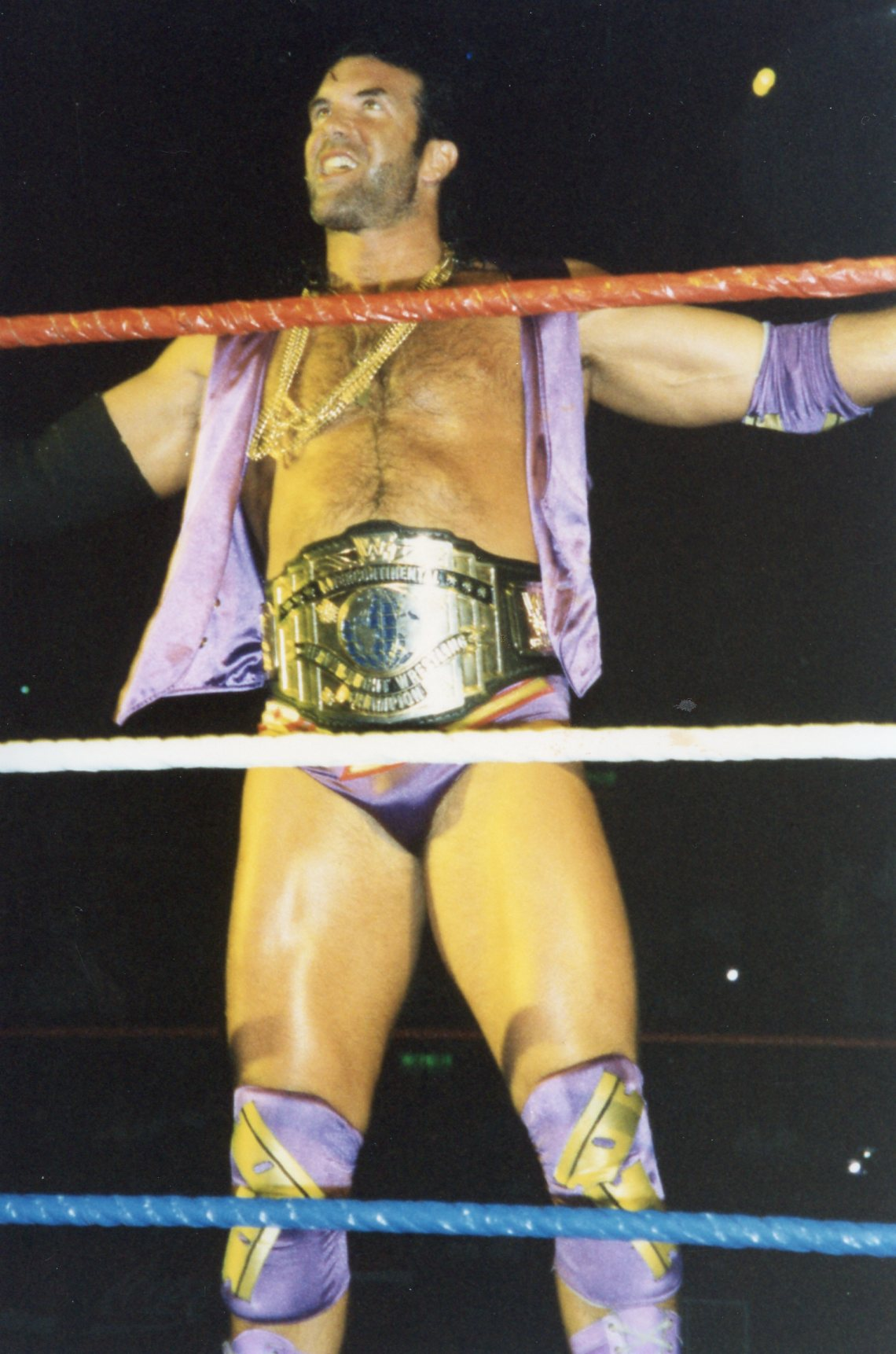
Холл четыре раза владел титулом интерконтинентального чемпиона WWF

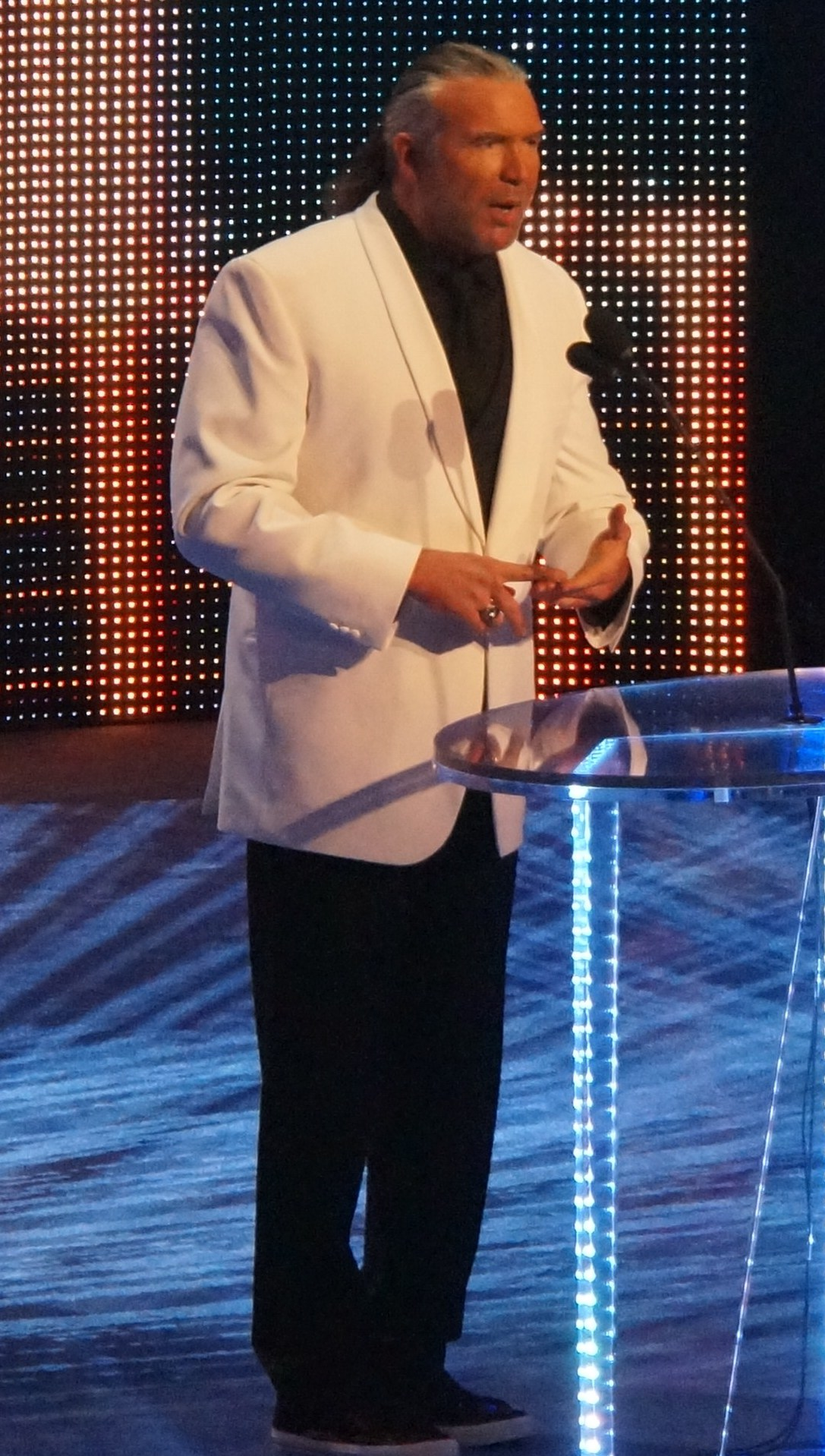
Скотт Холл на церемонии введения как Рейзор Рамон в Зал Славы 2014 года.

  - Командный чемпион мира AWA (1 раз) — с Куртом Хеннигом[74]
- DDT Pro-Wrestling
  - Чемпион железных людей в хеви-металлическом весе (1 раз)[75]
- Pro Wrestling Illustrated
  - Матч года (1994)[76] пр. Шона Майклза на WrestleMania X
  - Самый прибавивший рестлер года (1992)[77]
  - Команда года (1997)[78] с Кевином Нэшем
  - № 7 в топ 500 рестлеров в рейтинге PWI 500 в 1994[79]
- United States Wrestling Association
  - Объединённый чемпион мира USWA в тяжёлом весе (1 раз)[80]
- World Championship Wrestling
  - Телевизионный чемпион мира WCW (1 раз)[81]
  - Чемпион Соединённых Штатов WCW в тяжёлом весе (2 раза)[82][83][84]
  - Командный чемпион мира WCW (7 раз) — с Кевином Нэшем (6) и Гигантом (1)[85]
  - World War 3 (1997)[86]
- Total Nonstop Action Wrestling
  - Командный чемпион мира TNA (1 раз) — с Кевином Нэшем и Эриком Янгом
- World Wrestling Council
  - Карибский чемпион WWC в тяжёлом весе (1 раз)[14]
  - Универсальный чемпион WWC в тяжёлом весе (1 раз)[87]
- World Wrestling Federation/WWE
  - Интерконтинентальный чемпион WWF (4 раза)[88][89][90][91]
  - Зал славы WWE (2 раза)
    - 2014 — индивидуально (как Рейзор Рамон)
    - 2020 — как член «Нового мирового порядка» (под настоящим именем)[92]

  - Slammy Award (2 раза)
    - Самый зрелищный матч (1994) пр. Шона Майклза на WrestleMania X[93]
    - Матч года (1996) пр. Шона Майклза на SummerSlam[94]
- Wrestling Observer Newsletter
  - Матч года (1994) пр. Шона Майклза на WrestleMania X[95]
  - Лучший образ (1996) как член «Нового мирового порядка»[95]
  - Самая отвратительная рекламная тактика (1998) WCW использовала его алкоголизм в качестве образа[95]